# Ceratonereis similisetis
Ceratonereis similisetis är en ringmaskart som först beskrevs av Grube 1878.  Ceratonereis similisetis ingår i släktet Ceratonereis och familjen Nereididae. Inga underarter finns listade i Catalogue of Life.